# Danilo Tani
Danilo Tani (Cavriglia, 1º giugno 1931 – 7 settembre 2009) è stato un politico italiano.

## Biografia
Iscritto al Partito Comunista Italiano, fu eletto alla Camera dei deputati per la circoscrizione Siena-Arezzo-Grosseto per tre legislature. Entrò per la prima volta in Parlamento nel 1969 dopo le dimissioni del collega Ermanno Benocci; venne poi rieletto alle elezioni politiche del 1972 e a quelle del 1976. Concluse il proprio mandato parlamentare nel 1979.
Morì all'età di 78 anni, il 7 settembre 2009.